# 星座の書
『星座の書』（せいざのしょ、アラビア語: كتاب صور الكواكب、Kitāb Ṣuwar al-Kawākib、キターブ・スワール・アル・カワーキブ）は、ペルシアの天文学者アブドゥッラハマーン・スーフィー（アッ・スーフィー、アゾーフィ）が964年頃に著した天文書である。プトレマイオスの『アルマゲスト』を基礎とした星表と、美しい星座絵、アラビア固有の星や星座にまつわる伝承が集約され、後世の天文学に多大な影響を及ぼした。

## 成立
10世紀ペルシアの天文学者アッ・スーフィーは、当時イスラーム世界で翻訳、受容が進んでいた古代ギリシアの天文学に精通し、その知識をもってブワイフ朝の君主アドゥド・ウッ・ダウラに仕えていた。自身も観測を行っていたアッ・スーフィーは、その結果に基づいて、アルマゲストの星表に修正を加えた。また、アラビアに古くから伝わる星の名前も収集していた。それらを、集大成として一冊の本にまとめたものが、『星座の書』である。

## 内容

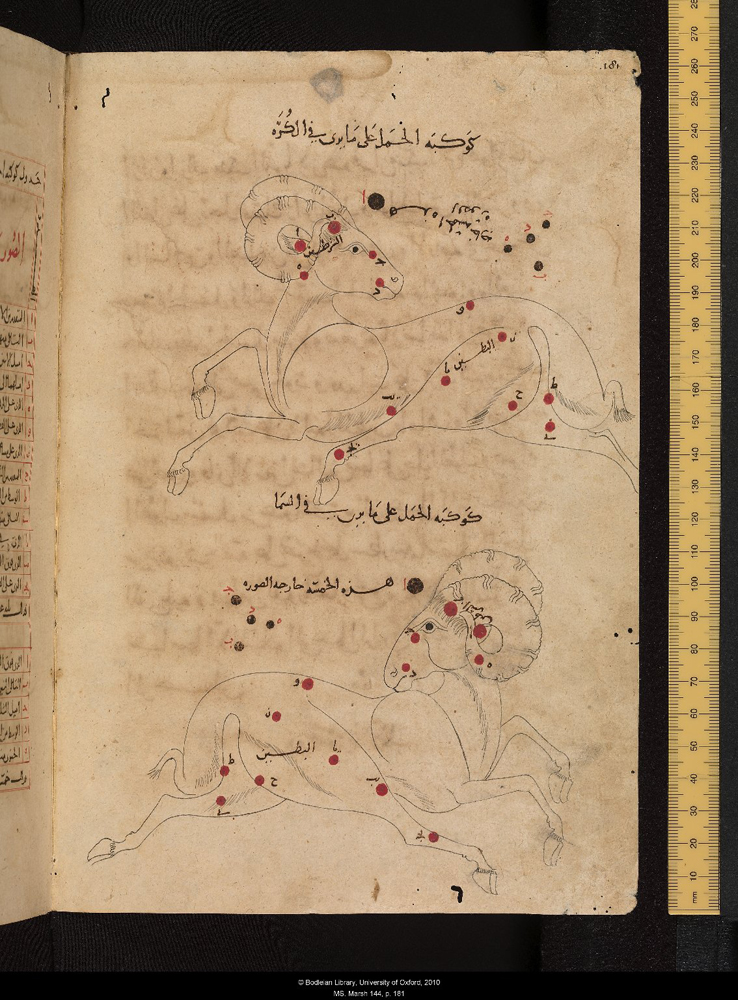
『星座の書』の写本の「牡羊」。左右反転した二つの絵が、合わせて描かれている。上は天球儀上の姿、下は実際の空での姿。出典: ボドリアン図書館

### 構成
『星座の書』は、大きく分けて4部構成となっており、
1. 導入部
2. 北天の星座
3. 黄道星座
4. 南天の星座

とまとめることができる。導入部は、『星座の書』を理解するうえで重要な部分であり、アッ・スーフィーが本書を著す目的や、バッターニーなどのアラブ・イスラーム世界の天文学における先行研究への批判、星座や星表は『アルマゲスト』を基礎としていること、そして、アッ・スーフィー自身の星表や星図の作成とそのためのデータの導出についての方法論が述べられている。北天の星座は21星座、黄道星座は12星座、南天の星座は15星座で、これらは『アルマゲスト』の第7巻、第8巻に収録されたものと同じ、プトレマイオスの48星座であり、登場順も『アルマゲスト』と同じく、天の北極にあるこぐま座から始まる。
北天の星座、黄道星座、南天の星座はいずれも、各星座の章に分かれており、それぞれの星座の章は、3つの部分からなっている。まず初めに星の位置、数、明るさなどその星座の詳細を解説する部分、次に星の名前、黄道座標、明るさ（等級）をまとめた星表、そして、星座絵と共に描写した星図、である。

### データ
『星座の書』の星表は、『アルマゲスト』に収録された星が基礎となっている。アッスーフィーは、星の位置と明るさを精度良く記録することに大きな注意を払っており、その成果を星表にまとめた。ただし、座標に関しては、『アルマゲスト』の数値を独自の観測で改めることはしていない。当時最も信頼できる値とされていた、66年で1度という歳差を採用し、これに『星座の書』の元期とした西暦964年と、『アルマゲスト』の元期とされる西暦125年の差、839年を掛けた12度42分を、『アルマゲスト』の黄経に加えて、自身の座標とした。そのため、アッ・スーフィー以前のアラブ・イスラームの天文学者の中にも気付いていた者がいた、『アルマゲスト』の座標の系統誤差も、そのままとなっている。星の等級には、アッ・スーフィー自身の観測結果も反映し、修正が施されている。また、『星座の書』では、1等級未満の中間的な明るさの違いを、『アルマゲスト』の3分の1等級を上回る、4分の1等級まで区別しようとした節があるが、そのことについてアッ・スーフィー自身による説明はない。
星の色については、特に7つの星について「赤い」ということが記述されている。このうち、アルデバラン、アークトゥルス、ベテルギウス、ポルックス、うみへび座α星、アンタレスについては、星の色を正しく捉えているが、アルゴルについてはアッ・スーフィーの勘違いであるとみられる。

### 星図

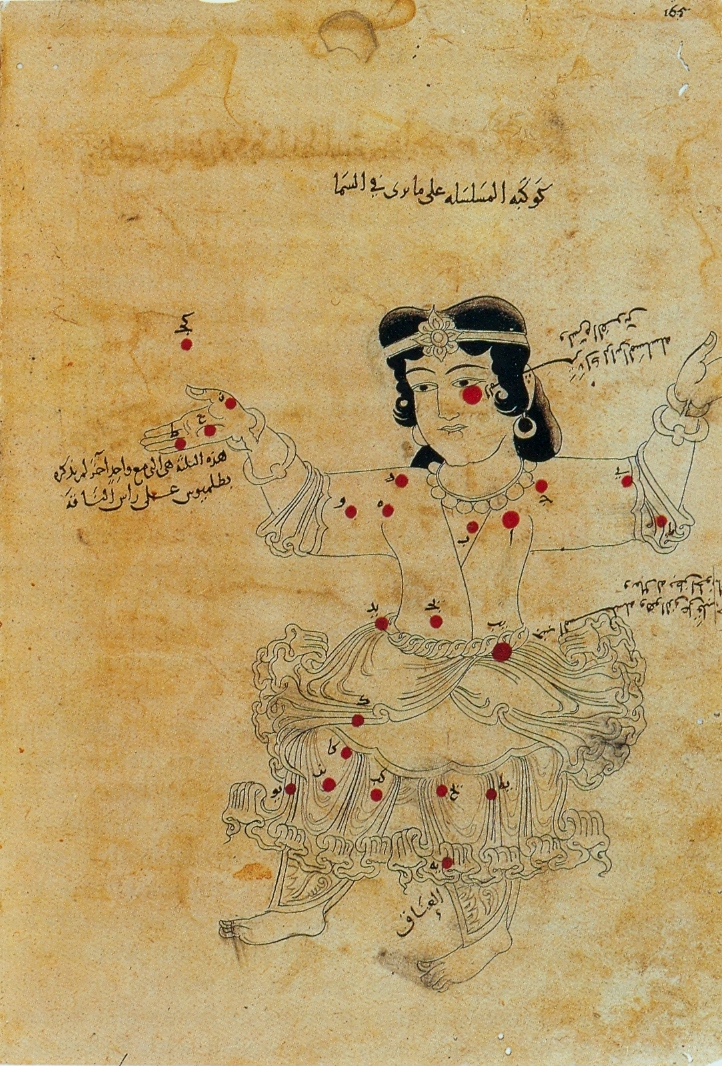
「魚」のいない「鎖に繋がれた女」の星座絵。『アルマゲスト』本来のアンドロメダ座の姿を描写している。出典: ボドリアン図書館

『星座の書』の大きな特徴は、各星座の星図が星座絵として描かれていることにある。『アルマゲスト』の頃から星座の姿は認識されていたが、天文書にはそれが文章として記されていたのみで、学術的な天文書に星座の挿絵が描かれたのは、確認できる限り『星座の書』が最古のものである。星座絵は、基本的な特徴は概ねギリシア時代に思い描かれた姿に忠実であるが、人物の顔の造作や服装はアラビア風になっている。また、顔や衣装の描き方は写本が作られた時代によって異なり、各時代の美術様式や文化交流の影響が反映されている。もう一つ、『星座の書』の星図における重要な特徴は、必ず左右反転した二つの星図が対になって描かれていることである。二つの星図は、一つが天球儀上にあらわしたときの形、もう一つが地上から実際の空にみえる形となっている。このように、二通りの星図を並べて記載した理由を、アッ・スーフィーは、観測者が天球儀の星図と実際の空にみえる星座の姿の違いに混乱を生じないように、と説明している。

### アラビア古来の天文学の影響

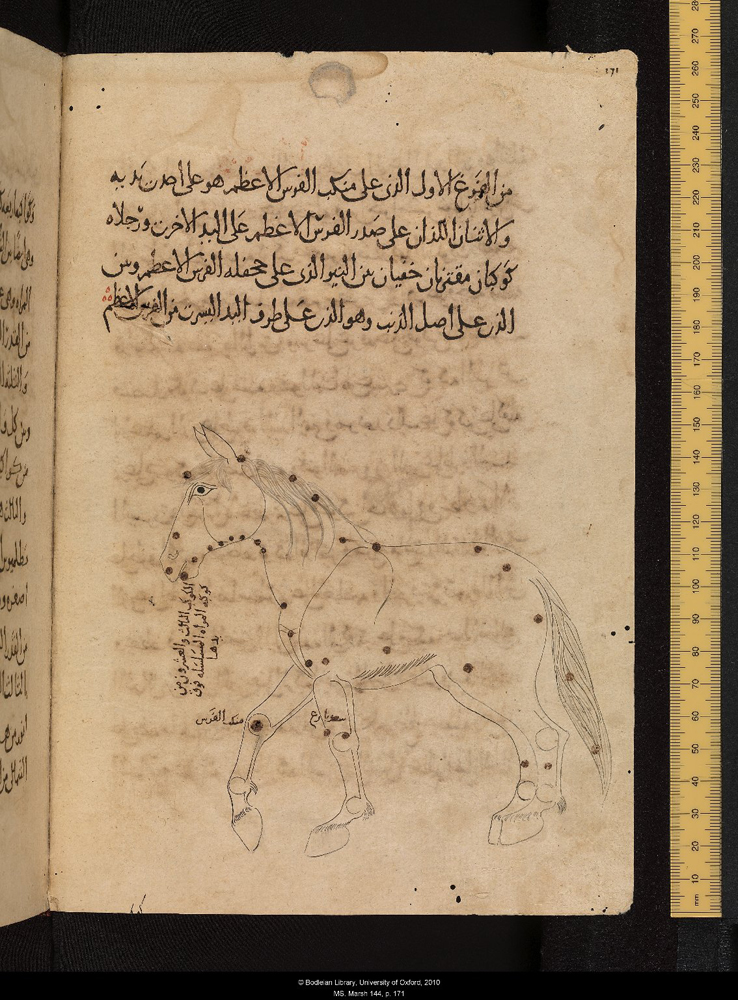
『アルマゲスト』にはない星座「馬」の挿絵。出典: ボドリアン図書館

アラブ世界において、人々は古代から多くの星に独自の名前を付けていた。また、気象予報や暦の作成のための占星術・気象学の系譜に連なる学問として、アラビアの伝統的な天文学が発展した。このような学問は、アッ・スーフィーらアラブ世界の学者に浸透していた。『星座の書』の中でアッ・スーフィーは、天文学を、純粋な天文学とアラビアの伝統的な天文学とに分け、両者を並立させている。そして、アラビアの伝統的な天文学の発展について解説を加え、アラブ世界に古くから伝わる星々の挿話にも触れ、星、アステリズム、星座のアラブ世界における名前を、『アルマゲスト』のものと対応させる作業も行っている。また、アッ・スーフィーが星表の星の名前として『アルマゲスト』の記述をアラビア語訳し、また補足説明としてアラブの伝承に基づく呼び名を星図に書き加えたものの中には、現在の星の固有名にも影響を与えているものがある。
『星座の書』の星座絵の中には、東洋化しただけではなく、アラビアの伝統的な天文学の影響を受けて、さらに変化した星座もある。例えば、「鎖に繋がれた女（アンドロメダ座）」には、『アルマゲスト』由来の標準的な星座絵の外に、脚に「魚」が重なった姿、胴に二匹の「魚」が重なった姿、と三通りの星座絵を描いている。また、「馬の一部（こうま座）」、「大きな馬（ペガスス座）」の他に、馬の全身を描いた星座絵も記載されている。これらは『アルマゲスト』にはないものである。

### 星雲

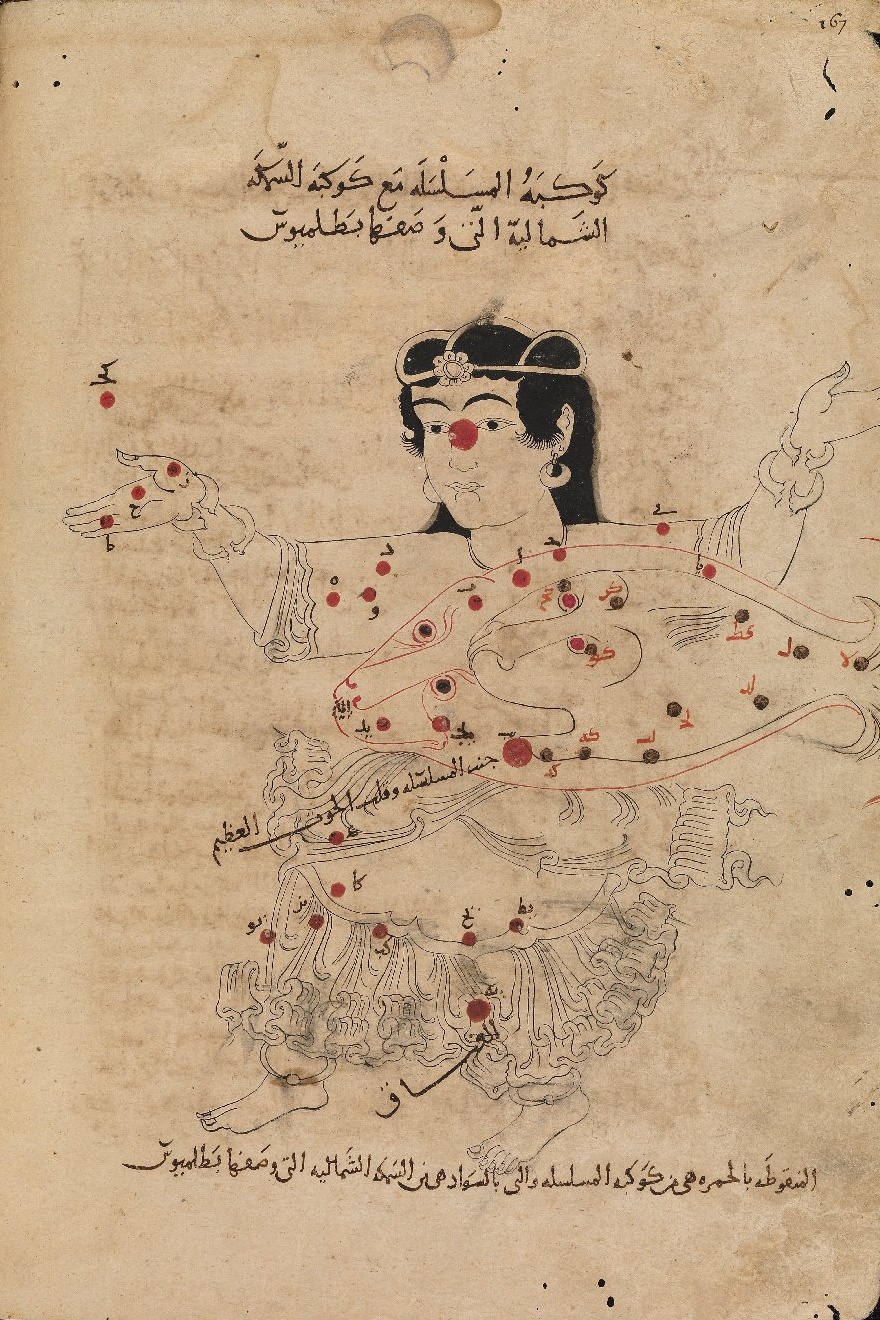
『星座の書』の写本中、「鎖に繋がれた女」に「大きな魚」が合わせて描かれた挿絵。魚の口の先に小さな点の集まりが描かれ、これはアンドロメダ銀河ともいわれる。出典: ボドリアン図書館

『星座の書』でアッ・スーフィーは、アンドロメダ銀河の存在についても記録しており、アンドロメダ座の解説の中で、アンドロメダ座からうお座にまたがる2本の星の列の起点に「雲のようなシミ」がある、と記述されている。これが、アンドロメダ銀河に関する最古の記録とみられる。他にも、アッ・スーフィー星団の異名を持つコリンダー399や、ほ座ο星団についても、現存する最古の記録は『星座の書』とみられる。なお、大マゼラン雲を初めて記録したのも『星座の書』といわれているが、『星座の書』の中で大マゼラン雲のある辺りについて解説した記述には、多くの明るい星がある、とあるだけで「雲」とは書かれておらず、アッ・スーフィーが書き残したのは大マゼラン雲ではない可能性が高い。

## 評価
『星座の書』は、後世の観測者にとって必携の書の一つとなった。その星表はイスラーム世界で非常に重要視され、ウルグ・ベクもこれに敬意を払い、絶えず参照した。ウルグ・ベクの天文表の序説には、ウルグ・ベク以前のイスラーム天文学者が、星の位置をあらわすのにアッ・スーフィーの星表を頼りにしていたことが記されている。例えば、ビールーニーは『マスウード宝典』においてアッ・スーフィーの観測を多く参照している。ただし、ビールーニーはアッ・スーフィーの結果と『アルマゲスト』におけるプトレマイオスの結果の比較も行い、アッ・スーフィーがプトレマイオスの誤りを修正しなかったことを批判している。イブン・ユーヌスは『ハーキム大天文表』においてアッ・スーフィーの星表を計算の基礎にした。また、カズウィーニーの百科全書『被造物の驚異と万物の珍奇』では、星座の解説を『星座の書』から引用している。
さらに、『星座の書』の影響は、ヨーロッパの天文学者にも及んでいる。例えば、アルフォンソ10世の下で編纂された天文学書の中で、主要な情報源として数多く参照されている。イブン・マージドは、著作『航海術の原則と規則の情報についての有用な書』にアッ・スーフィーの成果を引用した。アピアヌスはアッ・スーフィーの『星座の書』を知っていると明言しており、アピアヌスが出版した星図の中には、西洋の星座にはなくアラビア伝承のアステリズムに由来する絵が描かれたものが存在し、著書『皇帝天文学』ではアラビア由来の13の星の名前を記している。また、イデラーは天文学史についての著書の中で、アッ・スーフィーと『星座の書』にたびたび言及している。
『星座の書』は、科学的に重要な資料であるだけでなく、美しい挿絵に特徴があり、その写本はイスラーム世界における写本の傑作とも評される。

## 写本
アッ・スーフィー自身が描いた『星座の書』の原書は現存しないが、写本や翻訳本は少なからず現存しており、少なくとも35冊が確認できている。
最古の写本は、アッ・スーフィーの死からそう経っていない1009年に、アッ・スーフィーの息子によって作られたとされるもので、オックスフォード大学のボドリアン図書館に収蔵されている。また、パリのフランス国立図書館に収蔵される4冊の写本の1冊は、1430年にウルグ・ベクのために作られたものとされる。
『星座の書』の翻訳は、13世紀にトゥースィーによってペルシア語に翻訳されたのが最初で、同じく13世紀には、アルフォンソ10世の治世下でスペイン語訳も作られた。スペイン語の写本は後にラテン語に翻訳され、ラテン語の写本は8冊が現存している。その中で最も初期のものは、13世紀にシチリア王フリードリヒ2世の下で作られたもので、パリのアルスナル図書館に収蔵されている。1874年には、ハンス・シェレルプが、主にコペンハーゲンの王立図書館と、サンクトペテルブルクの帝国公共図書館が所蔵する写本からフランス語への完訳を行い、現代の天文学史家に多く参照されている。原書と同じアラビア語では、現代になって、1956年にインドのハイデラバードで出版され、その後1981年にレバノンのベイルートで再版されている。

### ギャラリー

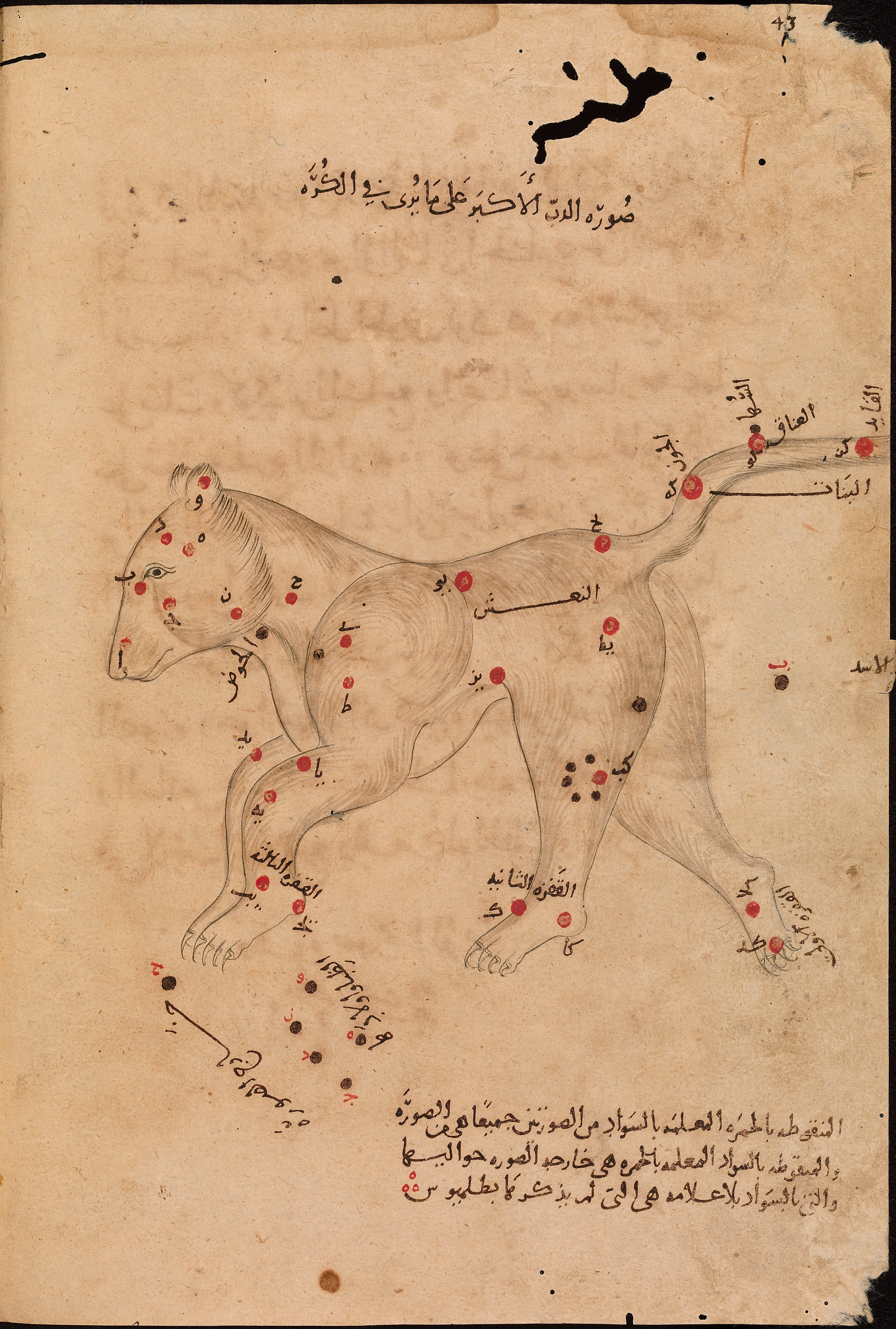
ボドリアン図書館が所蔵する1009年の写本の「大熊」[6]。尻から尾にかけて北斗七星の形も確認できるが、実際の空にみえる形とは反対で、天球儀上の姿である。
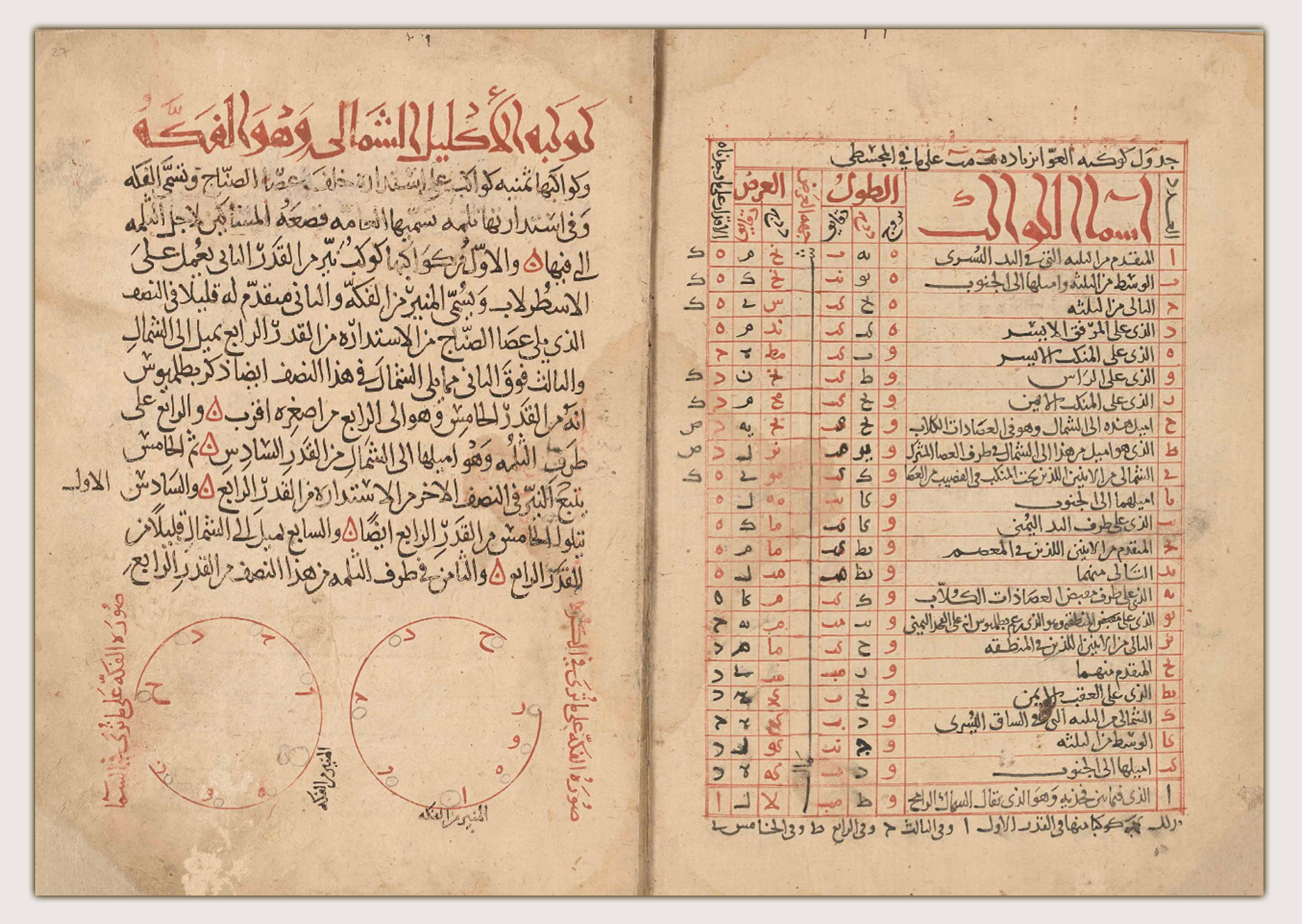
イスラム美術館（英語版）（ドーハ）が所蔵する1125年の写本の「北の冠」の星座絵と「牛飼い」の星表[37][38]。
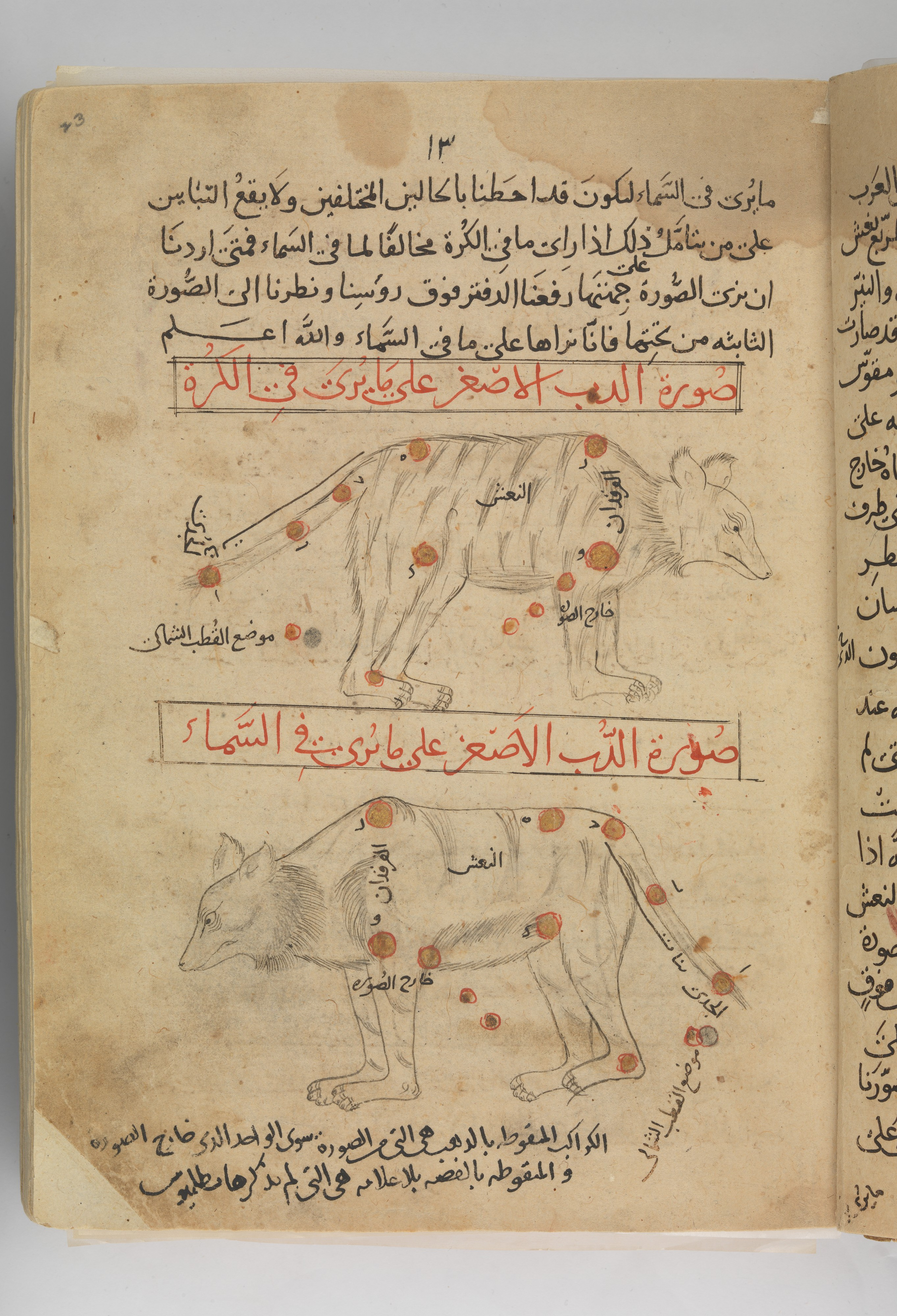
メトロポリタン美術館が所蔵する15世紀の写本の「小熊」[39]。
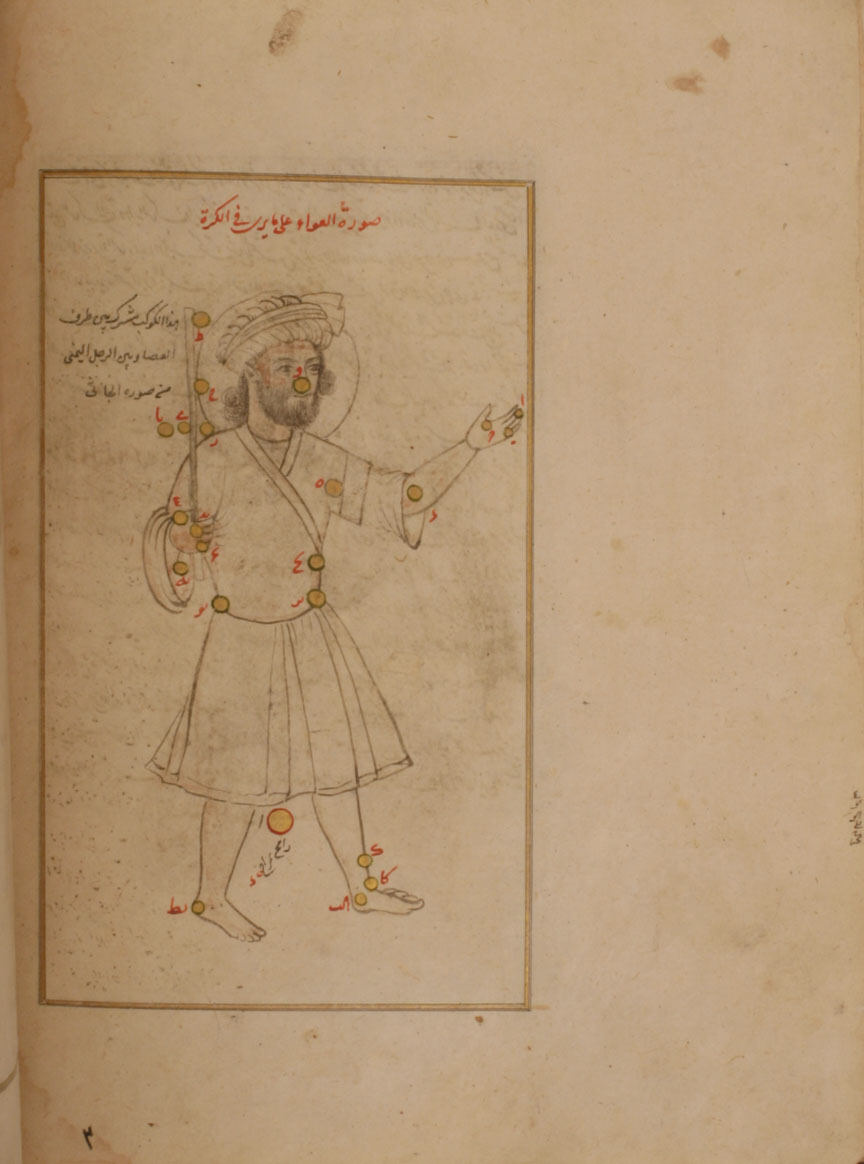
メトロポリタン美術館が所蔵する18世紀の写本の「牛飼い」[40]。